# Ortalis nebulosa
Ortalis nebulosa är en tvåvingeart som först beskrevs av Johann Wilhelm Meigen 1830.  Ortalis nebulosa ingår i släktet Ortalis och familjen fläckflugor.
Artens utbredningsområde är Frankrike. Inga underarter finns listade i Catalogue of Life.